# Elecciones estaduales de Pará de 1982
Las elecciones estaduales de Pará en 1982 tuvieron lugar el 15 de noviembre, según el calendario previsto para elecciones generales en 23 estados brasileños y en los territorios federales de Amapá y Roraima. Realizada bajo reglas que prohibían las coaliciones partidarias e instituían el voto vinculante y la sublenda, la elección fue la última en la que los electores residentes en el Distrito Federal enviaron sus votos a Pará a través de urnas especiales. En la primera disputa por voto popular para el gobierno del estado desde la victoria de Alacid Nunes en 1965, el PMDB eligió al gobernador Jader Barbalho, al vicegobernador Laércio Franco, al senador Hélio Gueiros y logró por estrecho margen las bancadas más grandes. entre los 15 diputados federales y 39 diputados estatales electos.

## Candidatos

### Gobernador
| Gobernador           | Gobernador | Gobernador | Cargos anteriores                             | Vicegobernador            | Vicegobernador | Vicegobernador | Nª |
| Candidato            | Partido    | Partido    | Cargos anteriores                             | Candidato                 | Partido        | Partido        | Nª |
| -------------------- | ---------- | ---------- | --------------------------------------------- | ------------------------- | -------------- | -------------- | -- |
| Oziel Carneiro       |            | PDS        | Presidente del Banco del Amazonas (1979-1981) | Zeno Veloso               |                | PDS            | 1  |
| Hélio Vieira Dourado |            | PT         | Sin cargo político anterior                   | Otávio Sales de Sousa     |                | PT             | 3  |
| Mário Nazareno       |            | PTB        | -                                             | Raimundo de França Chaves |                | PTB            | 2  |
| Jader Barbalho       |            | PMDB       | Diputado Federal por Pará (1975-1983)         | Laércio Franco            |                | PMDB           | 5  |

#### Biografía del Gobernador Electo
El gobernador Jader Barbalho nació en Belém y se graduó como abogado en la Universidad Federal de Pará. Su carrera política comenzó luego de la destitución de su padre, Laercio Barbalho, quien pertenecía al Partido Social Democrático (PSD) y era diputado estatal; por el Régimen Militar de 1964 y bajo la leyenda del Movimiento Democrático Brasileño (MDB) fue electo concejal en Belém en 1966, diputado estatal en 1970 y 1974 y diputado federal en 1978. Fue la primera de tres victorias del Partido del Movimiento Democrático Brasileño (PMDB) sobre el gobierno de Pará, con el regreso al poder de Jader Barbalho en 1990.
Aunque el MDB representó las fuerzas de oposición al gobierno militar en Pará, el alcance del partido estuvo limitado por los conflictos internos de ARENA entre los seguidores de Jarbas Passarinho y Alacid Nunes, aunque el mecanismo de elecciones indirectas y la mediación de Brasilia impidieron una discordia de grandes proporciones, sin embargo, el fin del bipartidismo hizo caer los mecanismos de contención y los enfrentamientos entre las facciones gobernantes persistieron incluso después de la creación del PDS y como los alacidistas ingresaron al PTB sin éxito, el gobernador Alacid Nunes apoyó a Jader Barbalho en su lugar de Oziel Carneiro, candidato del PDS apoyado por Jarbas Passarinho .

### Senador Federal
| Senador              | Senador                                                    | Senador | Cargos anteriores                                          | Suplentes              | Suplentes | Suplentes | Nª |
| Candidato            | Partido                                                    | Partido | Cargos anteriores                                          | Candidato              | Partido   | Partido   | Nª |
| -------------------- | ---------------------------------------------------------- | ------- | ---------------------------------------------------------- | ---------------------- | --------- | --------- | -- |
| Jarbas Passarinho    |                                                            | PDS     | Gobernador de Pernambuco (1979-1982)                       | Carlos Augusto Luna    |           | PDS       | 11 |
| Jarbas Passarinho    | Francisco Raimundo                                         | PDS     | Gobernador de Pernambuco (1979-1982)                       |                        |           | PDS       | 11 |
| Bruno Maranhão       |                                                            | PT      | Sin cargo político anterior                                | Oreste Pedro Rodrigues |           | PT        | 31 |
| Bruno Maranhão       | Miguel do Espírito Santo                                   | PT      | Sin cargo político anterior                                |                        |           | PT        | 31 |
| Hélio Nunes da Silva |                                                            | PTB     | Sin cargo político anterior                                | Fátima Faiad da Silva  |           | PTB       | 42 |
| Hélio Nunes da Silva | [ Nota 2 ]                                                 | PTB     | Sin cargo político anterior                                |                        |           | PTB       | 42 |
| Hélio Gueiros        |                                                            | PMDB    | Diputado Estatal y Federal por Pará (1963-1967; 1967-1969) | [ Nota 3 ]             |           | PMDB      | 51 |
| João Menezes         | Diputado Estatal y Federal por Pará (1947-1955; 1955-1983) | PMDB    | 52                                                         | [ Nota 3 ]             |           | PMDB      |    |
| Itair Sá da Silva    | -                                                          | PMDB    | 53                                                         | [ Nota 3 ]             |           | PMDB      |    |

#### Biografía del Senador Electo
En la elección para senador, la suma de subleyendas permitió que Hélio Gueiros ganara a Jarbas Passarinho, aunque este último logro sacar más del doble de los votos que Gueiros, Passarinho después fue nombrado luego ministro de Seguridad Social por el presidente João Figueiredo. La biografía de Hélio Gueiros informa que nació en Fortaleza y es abogado, egresado de la Universidad Federal de Ceará en 1949. En Belém, ejerció el periodismo y trabajó en O Liberal hasta que ingresó al PSD, siendo elegido diputado estatal en 1962 y postulándose para teniente gobernador en la boleta de Zacarias de Assunção en 1965, no siendo electo. Luego de ingresar al MDB, fue electo diputado federal en 1966 y vio revocados sus derechos políticos por el Acta Institucional Número Cinco en 1969, siendo este su regreso a la vida pública.

## Resultados

### Gobernador
| Partido                   | Partido                   | Candidatos                | Votos     | %      |
| ------------------------- | ------------------------- | ------------------------- | --------- | ------ |
|                           | PMDB                      | Jader Barbalho            | 501.605   | 51,09  |
|                           | PDS                       | Oziel Carneiro            | 461.969   | 47,05  |
|                           | PT                        | Hélio Vieira Dourado      | 11.010    | 1,12   |
|                           | PTB                       | Mário Nazareno            | 7.214     | 0,74   |
|                           |                           |                           |           |        |
| Votos válidos             | Votos válidos             | Votos válidos             | 981.798   | 89,27  |
| Votos en blanco           | Votos en blanco           | Votos en blanco           | 63.365    | 5,76   |
| Votos nulos               | Votos nulos               | Votos nulos               | 54.631    | 4,97   |
| Total                     | Total                     | Total                     | 1.099.794 | 100,00 |
| Registrados/Participaciòn | Registrados/Participaciòn | Registrados/Participaciòn | 1.475.009 | 74,56  |

     Electo

### Senador Federal
| Partido                   | Partido                   | Candidatos                | Votos     | %      |
| ------------------------- | ------------------------- | ------------------------- | --------- | ------ |
|                           | Hélio Gueiros             | Hélio Gueiros             | 225.120   | 24,02  |
| João Menezes              | João Menezes              | 176.124                   | 18,79     |        |
| Itair Sá da Silva         | Itair Sá da Silva         | 73.054                    | 7,80      |        |
| PMDB                      | PMDB                      | PMDB                      | 474.298   | 50,61  |
|                           | PDS                       | Oziel Carneiro            | 445.628   | 47,55  |
|                           | PT                        | Hélio Vieira Dourado      | 11.010    | 1,12   |
|                           | PTB                       | Mário Nazareno            | 7.214     | 0,74   |
|                           |                           |                           |           |        |
| Votos válidos             | Votos válidos             | Votos válidos             | 937.174   | 85,21  |
| Votos en blanco           | Votos en blanco           | Votos en blanco           | 96.226    | 8,75   |
| Votos nulos               | Votos nulos               | Votos nulos               | 66.394    | 6,04   |
| Total                     | Total                     | Total                     | 1.099.794 | 100,00 |
| Registrados/Participaciòn | Registrados/Participaciòn | Registrados/Participaciòn | 1.475.009 | 74,56  |

     Electo

### Diputados federales electos
Los candidatos electos se enumeran con información adicional de la Cámara de Diputados.
| Diputados federales electos | Partido | Votos  | Ciudad de origen         | Estado       |
| --------------------------- | ------- | ------ | ------------------------ | ------------ |
| Lúcia Viveiros              | PDS     | 69.384 | Belém                    | Pará         |
| Manuel Ribeiro              | PDS     | 65.885 | Belém                    | Pará         |
| Coutinho Jorge              | PMDB    | 63.040 | Belém                    | Pará         |
| Dionísio Hage               | PMDB    | 60.274 | Santarém                 | Pará         |
| Gerson Peres                | PDS     | 54.465 | Cametá                   | Pará         |
| Brabo de Carvalho           | PMDB    | 49.908 | Muaná                    | Pará         |
| Sebastião Curió             | PDS     | 49.529 | São Sebastião do Paraíso | Minas Gerais |
| Carlos Vinagre              | PMDB    | 45.395 | Belém                    | Pará         |
| Ronaldo Campos              | PMDB    | 43.412 | Santarém                 | Pará         |
| Domingos Juvenil            | PMDB    | 41.722 | Vigia                    | Pará         |
| Ademir Andrade              | PMDB    | 39.311 | Milagres                 | Bahía        |
| Antônio Amaral              | PDS     | 36.866 | Belém                    | Pará         |
| Osvaldo Melo                | PDS     | 34.283 | Belém                    | Pará         |
| Vicente Queiroz             | PMDB    | 29.626 | Mocajuba                 | Pará         |
| Jorge Arbage                | PDS     | 25.624 | Belém                    | Pará         |

#### Por Partido/Federación
| Nª                        | Partido                                            | Votos     | %      | Escaños | ±     |
| ------------------------- | -------------------------------------------------- | --------- | ------ | ------- | ----- |
| 5                         | Partido del Movimento Democrático Brasileño (PMDB) | 453.296   | 50,24  | 8       | 2     |
| 1                         | Partido Democrático Social (PDS)                   | 429.526   | 47,61  | 7       | 3     |
| 3                         | Partido de los Trabajadores (PT)                   | 12.547    | 1,39   | 0       | Nuevo |
| 4                         | Partido Laborista Brasileño (PTB)                  | 6.820     | 0,76   | 0       | Nuevo |
|                           |                                                    |           |        |         |       |
| Votos válidos             | Votos válidos                                      | 902.189   | 82,03  |         |       |
| Votos en blanco           | Votos en blanco                                    | 117.638   | 10,70  |         |       |
| Votos nulos               | Votos nulos                                        | 79.967    | 7,27   |         |       |
| Total                     | Total                                              | 1.099.794 | 100,00 | 15      | 5     |
| Registrados/Participación | Registrados/Participación                          | 1.475.009 | 74,56  |         |       |

### Diputados estatales electos
En la disputa por treinta y nueve escaños en la Asamblea Legislativa de Pará, el PMDB ganó veinte y el PDS diecinueve.
| Diputados federales electos  | Partido | Votos  | Ciudad de origen    | Estado         |
| ---------------------------- | ------- | ------ | ------------------- | -------------- |
| Ronaldo Passarinho           | PDS     | 41.103 | Belém               | Pará           |
| Maria de Nazaré Barbosa      | PMDB    | 33.818 | Altamira            | Pará           |
| Célio Sampaio                | PMDB    | 32.422 | Castanhal           | Pará           |
| Eloy Santos                  | PDS     | 20.412 | Ananindeua          | Pará           |
| Antônio Alves Teixeira       | PMDB    | 19.929 | Castanhal           | Pará           |
| Nicias Ribeiro               | PMDB    | 16.757 | Belém               | Pará           |
| Nilton Peres                 | PDS     | 16.621 | Cametá              | Pará           |
| Paulo Roberto                | PMDB    | 15.151 | Santarém            | Pará           |
| Mariuadir Santos             | PMDB    | 14.595 | Piçarra             | Pará           |
| Fernando Bahia               | PDS     | 13.860 | Ananindeua          | Pará           |
| Amílcar Moreira              | PMDB    | 13.831 | Cametá              | Pará           |
| Herbert Matos Veríssimo      | PDS     | 13.451 | Marituba            | Pará           |
| Alcides Corrêa               | PMDB    | 13.425 | São Félix do Xingu  | Pará           |
| Hermínio Calvinho Filho      | PMDB    | 13.192 | Belém               | Pará           |
| Paulo Fonteles               | PMDB    | 13.039 | Belém               | Pará           |
| Gabriel Guerreiro            | PMDB    | 12.613 | Oriximiná           | Pará           |
| Lucival Barbalho             | PMDB    | 12.513 | Belém               | Pará           |
| Paulo Imbiriba Lisboa        | PDS     | 12.142 | Marabá              | Pará           |
| Aziz Mutran Neto             | PDS     | 11.919 | Marabá              | Pará           |
| Carlos Antônio Estácio       | PDS     | 11.583 | Salvaterra          | Pará           |
| Edson Matoso                 | PDS     | 11.352 | Anapu               | Pará           |
| José Alfredo Silva Hage      | PDS     | 11.167 | Belém               | Pará           |
| Fausto Fernandes             | PDS     | 11.066 | Caculé              | Bahía          |
| Flávio Cezar Franco          | PDS     | 11.006 | Belém               | Pará           |
| Luis Maria Soares            | PMDB    | 10.645 | Cachoeira do Arari  | Pará           |
| José Guilherme Silva Ribeiro | PMDB    | 10.504 | Capanema            | Pará           |
| Antônio da Silva Pereira     | PDS     | 10.336 | Teixeira            | Maranhão       |
| Edson Sousa Batista          | PMDB    | 10.332 | Terra Santa         | Pará           |
| Haroldo Bezerra              | PDS     | 10.319 | Cametá              | Pará           |
| Aldo Bernal de Almeida       | PMDB    | 10.083 | Curionópolis        | Pará           |
| Eladyr Nogueira Lima         | PMDB    | 10.001 | Cametá              | Pará           |
| Romero Ximenes Ponte         | PMDB    | 9.910  | Belém               | Pará           |
| Victor Hilário da Paz        | PDS     | 9.796  | Santarém            | Pará           |
| Mário Chermont               | PMDB    | 9.597  | Rio de Janeiro      | Río de Janeiro |
| Itamar Francês               | PMDB    | 9.595  | Ananindeua          | Pará           |
| Álvaro de Oliveira Freitas   | PDS     | 9.498  | Uruará              | Pará           |
| Almir Tavares Lima           | PDS     | 9.105  | Jacareacanga        | Pará           |
| Guaracy Silveira             | PDS     | 8.960  | Belém               | Pará           |
| Aldebaro Klautau             | PDS     | 8.599  | Belém               | Pará           |
| Paulo Martins Ramalho        | PDS     | 8.291  | Santa Cruz do Arari | Pará           |
| Fonte:                       |         |        |                     |                |

#### Por Partido/Federación
| Nª                        | Partido                                             | Votos     | %      | Escaños | ±           |
| ------------------------- | --------------------------------------------------- | --------- | ------ | ------- | ----------- |
| 5                         | Partido del Movimiento Democrático Brasileño (PMDB) | 443.209   | 50,54  | 20      | 9           |
| 1                         | Partido Democrático Social (PDS)                    | 414.174   | 47,24  | 19      | Sin cambios |
| 3                         | Partido de los Trabajadores (PT)                    | 12.612    | 1,44   | 0       | Nuevo       |
| 4                         | Partido Laborista Brasileño (PTB)                   | 6.816     | 0,78   | 0       | Nuevo       |
|                           |                                                     |           |        |         |             |
| Votos válidos             | Votos válidos                                       | 876.811   | 79,72  |         |             |
| Votos en blanco           | Votos en blanco                                     | 131.854   | 11,99  |         |             |
| Votos nulos               | Votos nulos                                         | 91.129    | 8,29   |         |             |
| Total                     | Total                                               | 1.099.794 | 100,00 | 39      | 9           |
| Registrados/Participación | Registrados/Participación                           | 1.475.009 | 74,56  |         |             |